# Mlynica
Mlynica (allemand : Mühlendorf) est un village de Slovaquie situé dans la région de Prešov.

## Histoire
Première mention écrite du village en 1268.

## Démographie

### Évolution de la population
| Année:               | 1994. | 2004.    | 2014.    | 2024.    |
| -------------------- | ----- | -------- | -------- | -------- |
| Nombre de personnes: | 279   | 383      | 472      | 815      |
| Différence:          |       | +37,27 % | +23,23 % | +72,66 % |

| Année:               | 2023. | 2024.   |
| -------------------- | ----- | ------- |
| Nombre de personnes: | 768   | 815     |
| Différence:          |       | +6,11 % |